# Autostrade in Marocco

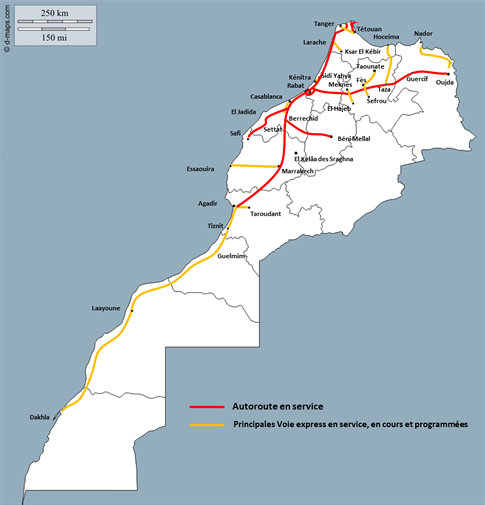
La rete di autostrade e superstrade del Marocco.

La rete autostradale del Marocco ha una lunghezza di 1808 km (agosto 2016).
L'ultimo tratto autostradale ad essere costruito e inaugurato è la tratta El Jadida-Safi dell'autostrada A5, con una lunghezza di 143 km, il 4 agosto 2016.
La rete autostradale è gestita dalla Autoroutes du Maroc (ADM).
In aggiunta ai 1808 km di strade a pedaggio, il Marocco ha 1093 km di superstrade (2x2 o 2x3) gratuite per completare la sua rete.
L'autostrada A3 che collega Casablanca a Rabat è stata la prima ad essere commissionata nel 1987.
La Direzione stradale del Ministero delle Infrastrutture e dei Trasporti del Marocco ha reso noto che stanno avviando lo studio sull'organizzazione e il finanziamento dell'intera rete stradale nazionale. Il progetto si inserisce nel quadro dello Schema nazionale del trasporto stradale, che descrive la strategia settoriale del Marocco fino al 2035 e definirà scenari e modalità operative di sviluppo della rete stradale e autostradale a medio-lungo termine, sulla base di 4 piani quinquennali tra il 2016 e il 2035. Il progetto di studio rappresenta una delle raccomandazioni principali del Piano Strade 2035, elaborato nel 2013. Il Piano Strade 2035 prevede la realizzazione di 5.500 km di strade, di cui 3.400 autostrade e 2.100 superstrade, con un investimento globale di circa 96 miliardi di dirham (oltre 9 miliardi di euro).

## Rete autostradale
| Autostrada | Località servite                                          | Lunghezza percorso |
| ---------- | --------------------------------------------------------- | ------------------ |
| A 1        | Rabat - Salé - Kenitra - Larache - Assila - Tangeri       | 262 km             |
| A 2        | Rabat - Khemisset - Meknès - Fès - Taza - Guercif - Oujda | 496 km             |
| A 3        | Rabat - Mohammedia - Casablanca                           | 86 km              |
| A 4        | Tangeri - porto di Tangeri Med                            | 54 km              |
| A 5        | Casablanca - El Jadida - Safi                             | 257 km             |
| A 6        | Fnidq - Tétouan                                           | 28 km              |
| A 7        | Casablanca - Settat - Marrakech - Agadir                  | 453 km             |
| A 8        | Berrechid - Khouribga - Béni Mellal                       | 172 km             |
| Totale     | Totale                                                    | 1808 km            |

## Le autostrade
A1: Rabat - Tangeri 

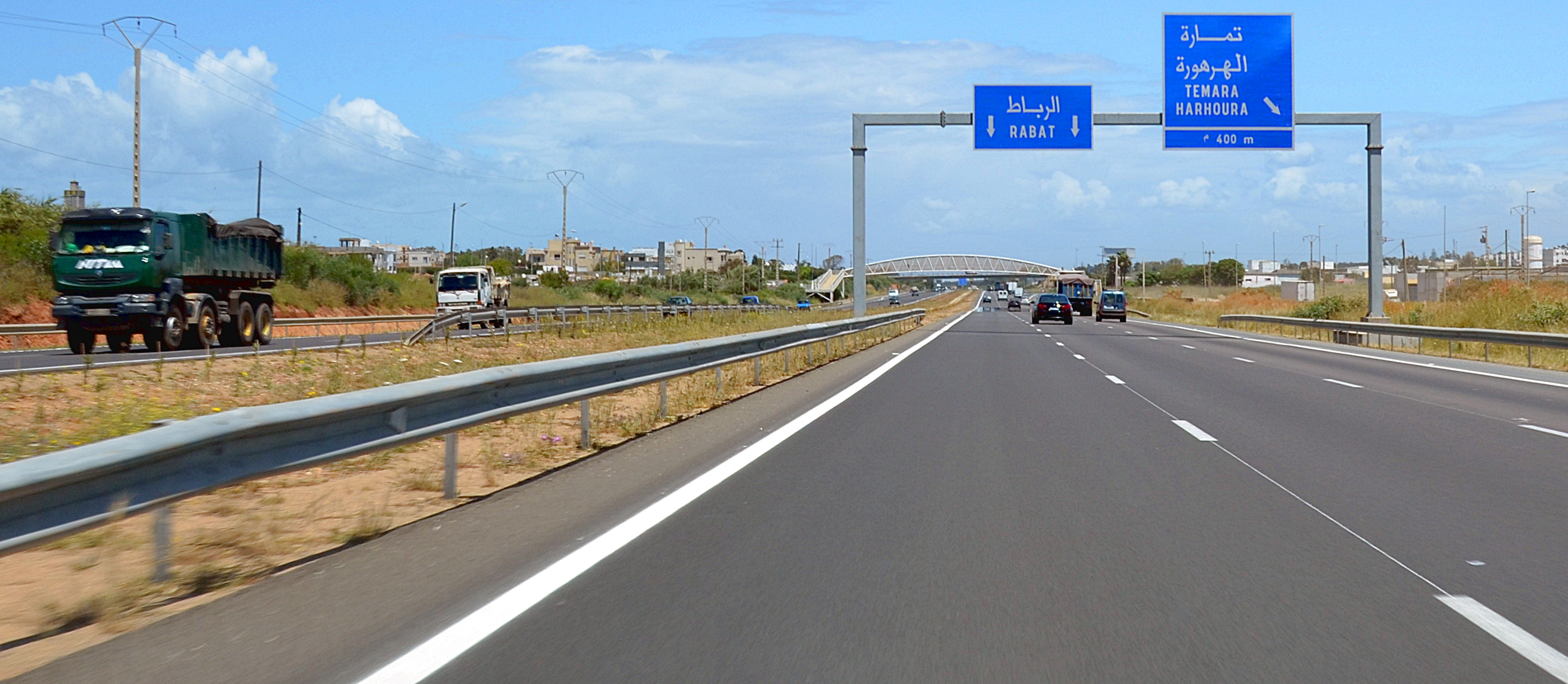
L'autostrada A3 al casello d'uscita di Temara, nei pressi di Rabat.

- 1995: tratta Rabat - Kenitra di 40 km
- 1996: tratta Kenitra - Larache di 110 km
- 1999: tratta Larache - Sidi Lyamani di 28 km
- 2002: tratta Sidi Lyamani - Assila di 15 km
- 2005: tratta Assila - Tangeri di 30 km
- 2016: tangenziale di Rabat di 42 km

 A2: Rabat - Fès - Oujda 
- 1997: tratta Fès - Khemisset di 116 km
- 1999: tratta Khemisset - Rabat di 74 km
- 2011: tratta Fès - Oujda di 320 km

I lavori sono cominciati nel gennaio 2007 e sono terminati nel luglio 2011. Questa autostrada di 320 km si compone di 3 tronconi principali:
- Fès - Taza di 112 km
- Taza - Taourirt di 108 km
- Taourirt - Oujda di 108 km

L'autostrada che collega Rabat a Fès è stata prolungata per arrivare fino a Oujda. La distanza tra queste due città è di 328 km. Essa costituisce, allo stesso tempo, l'ultima tappa del collegamento ovest-est e costituisce anche un tratto importante della transmaghrebina che comincia a Nouakchott, la capitale della Mauritania, e attraversa i paesi dell'Unione del Maghreb arabo per arrivare, infine, alla città di Tobruk in Libia.
Il costo di questo progetto è calcolato intorno ai 9.125 milioni di dirham. Questi costi non comprendono quelli per l'acquisto dei terreni.
- Il 6 aprile 2005 è stata siglata una convenzione tra ADM e il Fondo Hassan II per lo Sviluppo economico e sociale per la partecipazione di quest'ultimo al finanziamento dell'autostrada Fès - Oujda mediante una ricapitalizzazione di ADM dell'ammontare di 2.000 milioni di dirham.

 A3: Casablanca - Rabat 
- 1978: tratta Casablanca - Oued Cherrat di 33,5 km
- 1987: tratta Oued Cherrat - Rabat di 25,5 km
- 1991: tratta Casablanca - Rabat è resa a pagamento e data in concessione alla ADM
- 2012: triplicamento delle corsie per far fronte all'incremento del traffico

I lavori di ampliamento sono cominciati nel 2009 e sono stati conclusi nel 2012. La lunghezza di questo progetto è calcolata in 59 km. Il costo dei lavori è stimato in 800 milioni di dirham e comprende anche la riqualificazione degli 8 svincoli (Hay Riad, Temara, Ain Atiq, Skhirat, Bouznika, Mohammedia Est e Ovest, Ain Harrouda).
 A4: Tangeri - porto di Tangeri Med 
L'autostrada A4 è lunga 54 km ed assicura il collegamento tra l'autostrada A1 e il nuovo porto di Tangeri Med (nei pressi dell'Oued Rmel).
- 2007: Autostrada A1 - Strada nazionale 2: 23 km
- 2008: Strada nazionale 2 - porto di Tangeri Med: 31 km

 A5: Casablanca - Safi 
- 2003: tangenziale di Casablanca fase 1 di 27 km
- 2004: tangenziale di Casablanca fase 2 di 6,5 km
- 2004: tratta Casablanca - Had Soualem di 16 km
- 2005: tratta Had Soualem - Tnine Chtouka di 35 km
- 2006: tratta Tnine Chtouka - El Jadida di 28 km
- 2016: tratta El Jadida - Safi di 143 km

 A6: Tétouan - Fnidq 
- 2007: Tétouan - M'diq di 14 km
- 2008: M'diq - Fnidq di 14 km

L'autostrada Tétouan - Fnideq è tra le più importanti della rete autostradale marocchina, in particolare per la sua posizione geografica che dà sull'Europa. Si prevede che avrà una grande importanza a causa dello sviluppo delle relazioni commerciali tra il Marocco e l'Europa. Inoltre, potrà contribuire a dare una dimensione internazionale alla riva del Mediterraneo.
I lavori, iniziati nel 2004, sono conclusi nel 2008, dopo quattro anni. La lunghezza di questa autostrada è di 28 km.
- Su questa autostrada sono previste due uscite: quella di M'diq e quella di Smir oltre a quelli di Tétouan e di Fnideq.
- Il costo del progetto autostradale Tétouan - Fnidq è valutato intorno ai 1.000 milioni di dirham.
- Il finanziamento della tratta Tétouan - M'diq è assicurato dalla FADES per un ammontare di circa 427 milioni di dirham.
- Il finanziamento della tratta M'diq - Fnidq è assicurato dalla BID per un ammontare di circa 454 milioni di dirham.

 A7: Casablanca - Marrakech - Agadir 
- 2001: tratta Casablanca - Settat di 57 km
- 2005: tangenziale di Settat di 17 km
- 2007: tratta Settat - Marrakech di 146 km
- 2009: tangenziale di Marrakech di 50 km
- 2010: tratta Marrakech - Agadir di 183 km

L'autostrada Marrakech - Agadir rappresenta l'ultima tappa del collegamento Nord-Sud (Tangeri - Agadir) definito dallo schema delle autostrade marocchine. L'autostrada è stata completata il 21 giugno 2010.
Questa autostrada di 183 km si compone di 3 tronconi principali:
- Marrakech - Chichaoua di 34 km
- Chichaoua - Argana di 92 km
- Argana - Agadir di 57 km

Uscite: l'asse Marrakech - Agadir ha 6 uscite: Marrakech Loudaya, Chichaoua, Imintanoute, Argana, Ameskroud e Agadir.
Questa autostrada ha quattro aree di servizio, sette caselli di pedaggio alle uscite e due centri di manutenzione.
Il costo delle opere è stato valutato in circa 7.000 milioni di dirham.
- Nel giugno 2004 è stata siglata una convenzione tra ADM e il Fondo Hassan II per lo Sviluppo economico e sociale per la partecipazione di quest'ultimo al finanziamento dell'autostrada Marrakech - Agadir mediante una ricapitalizzazione di ADM dell'ammontare di 1.500 milioni di dirham in tre tranche da versare tra il 2005 e il 2007.

 A8: Berrechid - Béni Mellal 
- 2014: tratta Béni Mellal - Khouribga di 95 km
- 2015: tratta Khouribga - Berrechid di 77 km